# 스토너 록

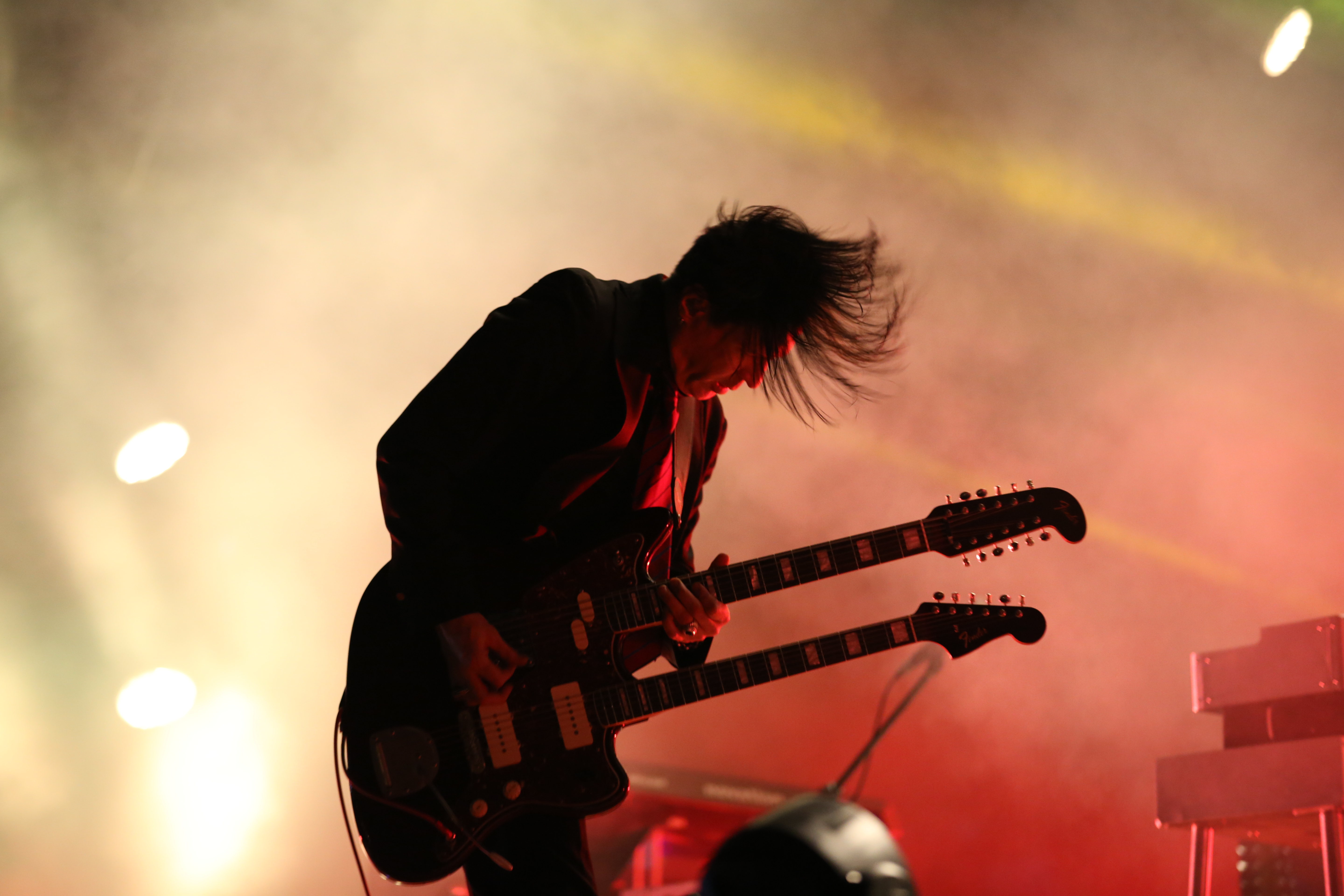

스토너 록(Stoner rock)은 마리화나나 카나비스 흡연 후 느낌에 의한 하드 록 장르의 하나이다. 사이키델릭 록과 애시드 록에 둠 메탈의 요소를 결합한 퓨전 록 음악 장르이다. 이 장르는 1990년대 초반에 등장했으며 카이어스와 Sleep이 가장 먼저 개척했다.

## 특징
스토너 록은 일반적으로 느린 템포에서 중간 템포이며 심하게 왜곡되고 그루브가 가득한 저음이 많은 사운드, 멜로디 보컬 및 "복고풍" 프로덕션이 특징이다. 스토너와 슬러지 메탈 사이의 유사성으로 인해 종종 두 장르 사이에 교차가 있다. 이 하이브리드는 두 가지 스타일의 특성을 모두 가지고 있지만 일반적으로 스토너 메탈의 여유로운 분위기와 사이키델리아의 사용이 대체로 결여되어 있다.
위드이터(Weedeater), 하이 온 파이어(High on Fire), 일렉트릭 위저드(Electric Wizard)와 같은 밴드는 두 스타일을 창의적으로 결합한다.

## 같이 보기
- 둠 메탈
- 슬러지 메탈
- 사이키델릭 록
- 애시드 록